# 북위 16도
북위 16도는 적도에서 북쪽으로 16도 떨어진 위선이다. 아프리카, 아시아, 태평양, 북아메리카, 대서양을 지난다.

## 지나가는 지역
본초 자오선에서 동쪽으로 북위 16도는 다음 지역을 지나간다.
| 좌표                                                    | 나라, 지역, 해역 | 주석                                                                              |
| ------------------------------------------------------- | ---------------- | --------------------------------------------------------------------------------- |
| 북위 16° 0′ 동경 0° 0′  / 북위 16.000° 동경 0.000°      | 말리             |                                                                                   |
| 북위 16° 0′ 동경 4° 0′  / 북위 16.000° 동경 4.000°      | 니제르           |                                                                                   |
| 북위 16° 0′ 동경 14° 39′  / 북위 16.000° 동경 14.650°   | 차드             |                                                                                   |
| 북위 16° 0′ 동경 24° 0′  / 북위 16.000° 동경 24.000°    | 수단             |                                                                                   |
| 북위 16° 0′ 동경 36° 50′  / 북위 16.000° 동경 36.833°   | 에리트레아       |                                                                                   |
| 북위 16° 0′ 동경 39° 16′  / 북위 16.000° 동경 39.267°   | 홍해             |                                                                                   |
| 북위 16° 0′ 동경 40° 3′  / 북위 16.000° 동경 40.050°    | 에리트레아       | 나할레그                                                                          |
| 북위 16° 0′ 동경 40° 5′  / 북위 16.000° 동경 40.083°    | 홍해             |                                                                                   |
| 북위 16° 0′ 동경 42° 49′  / 북위 16.000° 동경 42.817°   | 예멘             |                                                                                   |
| 북위 16° 0′ 동경 52° 10′  / 북위 16.000° 동경 52.167°   | 인도양           | 아라비아해                                                                        |
| 북위 16° 0′ 동경 73° 29′  / 북위 16.000° 동경 73.483°   | 인도             | 마하라슈트라주 카르나타카주 안드라프라데시주                                      |
| 북위 16° 0′ 동경 81° 9′  / 북위 16.000° 동경 81.150°    | 인도양           | 벵골만                                                                            |
| 북위 16° 0′ 동경 94° 13′  / 북위 16.000° 동경 94.217°   | 미얀마           | 이라와디강 삼각주                                                                 |
| 북위 16° 0′ 동경 95° 41′  / 북위 16.000° 동경 95.683°   | 인도양           | 안다만해 마르타반만                                                               |
| 북위 16° 0′ 동경 97° 35′  / 북위 16.000° 동경 97.583°   | 미얀마           |                                                                                   |
| 북위 16° 0′ 동경 98° 36′  / 북위 16.000° 동경 98.600°   | 태국             |                                                                                   |
| 북위 16° 0′ 동경 105° 25′  / 북위 16.000° 동경 105.417° | 라오스           |                                                                                   |
| 북위 16° 0′ 동경 107° 27′  / 북위 16.000° 동경 107.450° | 베트남           |                                                                                   |
| 북위 16° 0′ 동경 108° 16′  / 북위 16.000° 동경 108.267° | 남중국해         | 파라셀 제도를 통과함                                                              |
| 북위 16° 0′ 동경 119° 45′  / 북위 16.000° 동경 119.750° | 필리핀           | 루손섬                                                                            |
| 북위 16° 0′ 동경 121° 39′  / 북위 16.000° 동경 121.650° | 태평양           | 필리핀해 북마리아나 제도 파라욘데메디니야섬 바로 남쪽을 지나감 이름없는 해역      |
| 북위 16° 0′ 서경 97° 50′  / 북위 16.000° 서경 97.833°   | 멕시코           |                                                                                   |
| 북위 16° 0′ 서경 95° 24′  / 북위 16.000° 서경 95.400°   | 태평양           | 테우안테펙만                                                                      |
| 북위 16° 0′ 서경 93° 59′  / 북위 16.000° 서경 93.983°   | 멕시코           |                                                                                   |
| 북위 16° 0′ 서경 91° 46′  / 북위 16.000° 서경 91.767°   | 과테말라         |                                                                                   |
| 북위 16° 0′ 서경 89° 13′  / 북위 16.000° 서경 89.217°   | 벨리즈           |                                                                                   |
| 북위 16° 0′ 서경 88° 54′  / 북위 16.000° 서경 88.900°   | 카리브해         | 과테말라 푼타데마나비케섬 바로 북쪽을 지나감 온두라스 우틸라섬 바로 남쪽을 지나감 |
| 북위 16° 0′ 서경 85° 58′  / 북위 16.000° 서경 85.967°   | 온두라스         |                                                                                   |
| 북위 16° 0′ 서경 85° 53′  / 북위 16.000° 서경 85.883°   | 카리브해         | 온두라스 카마론곶 바로 북쪽을 지나감                                              |
| 북위 16° 0′ 서경 61° 44′  / 북위 16.000° 서경 61.733°   | 프랑스           | 과들루프 바스테르섬                                                               |
| 북위 16° 0′ 서경 61° 35′  / 북위 16.000° 서경 61.583°   | 대서양           |                                                                                   |
| 북위 16° 0′ 서경 61° 17′  / 북위 16.000° 서경 61.283°   | 프랑스           | 과들루프 마리갈랑트섬                                                             |
| 북위 16° 0′ 서경 61° 15′  / 북위 16.000° 서경 61.250°   | 대서양           |                                                                                   |
| 북위 16° 0′ 서경 22° 55′  / 북위 16.000° 서경 22.917°   | 카보베르데       | 보아비스타섬                                                                      |
| 북위 16° 0′ 서경 22° 46′  / 북위 16.000° 서경 22.767°   | 대서양           |                                                                                   |
| 북위 16° 0′ 서경 16° 30′  / 북위 16.000° 서경 16.500°   | 세네갈           |                                                                                   |
| 북위 16° 0′ 서경 13° 22′  / 북위 16.000° 서경 13.367°   | 모리타니         |                                                                                   |
| 북위 16° 0′ 서경 5° 24′  / 북위 16.000° 서경 5.400°     | 말리             |                                                                                   |

## 같이 보기
- 북위 15도
- 북위 17도